# Titolo (numismatica)
In numismatica, il titolo è la percentuale di metallo prezioso nella lega in cui viene coniata una moneta.
Si tratta di una grandezza adimensionale che esprime il rapporto tra massa di metallo prezioso fine rispetto alla massa totale della lega che compone la moneta.
Attualmente il titolo di norma è espresso in millesimi. 
In altri periodi il titolo dell'oro era indicato in carati . L'equivalenza tra i carati ed i millesimi è: 1 carato = 41,67 millesimi (equivalente a 1/24). Per l'argento si preferiva esprimere il titolo in dodicesimi.